# جزر شولز
جزر شولز هي مجموعة من الجزر الصغيرة، تقع على بُعد نحو 10 كيلومترات من الساحل الشرقي للولايات المتحدة، على جانبي حدود ولايتي مين ونيوهامبشاير.
استُوطِنت منذ أكثر من 400 عام، بدايةً من مجتمعات الصيد، وحديثًا أصبحت موقعًا للمنازل خاصة، وفندقًا موسميًا كبيرًا، ومنشأة أبحاث بحرية.

## التاريخ
استخدم السكان الأصليون بعض الجزر مخيماتِ صيدٍ موسميةً، واستوطنها الأوروبيون أول مرة في أوائل القرن السابع عشر. وأصبحت واحدة من مناطق الصيد العديدة للمستعمرات البريطانية والفرنسية الناشئة. وكانت هذه الجزر من أكثر موانئ الصيد شمالًا، وأقربها إلى الجنوب هو روكبورت، ماساتشوستس. وقد أطلق المستكشف الإنجليزي الكابتن جون سميث على جزر شولز اسم "جزر سميث" بعد أن رآها عام 1614. ولم يدم هذا الاسم طويلًا مع بدء استعمار البريطانيين لنيو إنجلاند. كان أول وصول مسجل لإنجليزي إلى اليابسة هو المستكشف الكابتن كريستوفر ليفيت، الذي اكتشف صيادوه البالغ عددهم 300 صياد على متن ست سفن أن جزر شولز مهجورة إلى حد كبير عام 1623.
كتب ليفيت لاحقًا: "كان أول مكان وطأت قدماي فيه نيو إنجلاند هو جزيرة شولز، كونها جزرًا في البحر تبعد نحو دوريين عن الساحل الرئيسي". "لم أتمكن من رؤية شجرة خشب جيدة واحدة على هذه الجزر ولا أرض جيدة كافية لإنشاء حديقة. وقد تبين أن المكان مكان صيد جيد لست سفن، ولكن لا يمكن أن يكون هناك المزيد هناك، لعدم وجود مساحة مناسبة للمرحلة، كما أثبتت تجربة هذا العام."
نفت مستعمرة حجاج بليموث في عام 1628، توماس مورتون إلى الجزيرة بسبب أنشطته الفاحشة مع الهنود في ميريماونت.
ضمت أول مدينة، "أبلدور"، جميع جزر شولز، وأُدمجت من قِبل المحكمة العامة لمستعمرة خليج ماساتشوستس في 22 مايو 1661. كانت آنذاك مقاطعة نيو هامبشاير ومقاطعة مين جزءًا من مستعمرة خليج ماساتشوستس. وقد تغير اسم المدينة إلى "جزر شولز" بحلول عام 1665. شهدت هجرة عامة للسكان إلى جزيرة ستار في ما يُعرف الآن بنيوهيمبشاير ابتداءً من عام 1680، واستمرت لسنوات، انطلاقًا من جزيرة هوغ (المعروفة الآن بأبليدور) في ما يُعرف الآن بولاية مين. في عام 1696، ضمت كيتيري المدينة. في عام 1715، أنشأت نيو هامبشاير بلدة جوسبورت في جزيرة ستار.
كان مجتمع جوسبورت مزدهرًا إلى حد ما حتى عام 1778 تقريبًا، عندما تم إجلاء سكان الجزيرة إلى راي، نيو هامبشاير، بسبب الحرب الثورية. وعلى الرغم من بقاء عدد قليل من السكان، إلا أن الجزر ظلت مهجورة إلى حد كبير حتى منتصف القرن التاسع عشر، عندما افتتح توماس لايتون وليفي ثاكستر فندقًا صيفيًا شهيرًا في جزيرة أبليدور. وتزوجت سيليا، ابنة لايتون، بليفي في سن الخامسة عشرة، وأصبحت سيليا ثاكستر أشهر شاعرة أمريكية في القرن التاسع عشر. استضافت مجتمعًا فنيًا في الجزيرة يرتاده مؤلفون من بينهم ناثانيال هوثورن وجون جرينليف ويتير وأوليفر ويندل هولمز وسارة أورن جيويت والرسام الانطباعي تشايلد هاسام. بعد أن رسم آخر رسم له قبل ثلاثة أيام، غرق رسام بوسطن ويليام موريس هانت هناك عام 1879، ويُقال إنه انتحر. اكتشفت سيليا ثاكستر جثة هانت.
زار ويليام جيمس جزر شولز عام 1873. وسرد تجاربه في رسالة إلى أخيه هنري جيمس بتاريخ 14-16 يوليو 1873. ،يتذكر قائلًا في إحدى المرات: "كنت أستلقي أستمتع بالهواء والضوء والأصوات. لم أتمكن من قراءة أي كلمة لمدة ثلاثة أيام، ثم أخذت كتاب "جيديشته" لغوته في جولاتي، ومعه في ذاكرتي، ورائحة الغار والصنوبر في أنفي، وصوت الأمواج المتواصل يداعب أذني، عدتُ حرًا وسعيدًا."
سرعان ما أدت شهرة منزل أبليدور الذي بناه لايتون إلى إنشاء منزل "ميد أوشن" في جزيرة سموتينوز، وفندق "أوشيانيك"، الذي لا يزال قيد الاستخدام حتى اليوم في جزيرة ستار.